# Río Blanco (Calingasta)
El Río Blanco es un curso de agua permanente ubicado en el extremo suroeste del departamento Calingasta, al igual que para la provincia de San Juan, Argentina.
Tiene una geografía de quebrada ancha, con aguas variadas (rápidas, medio/rápidas y lentas). Nace en el deshielo de la cordillera de los Andes, tiene como afluentes principales al río Salinas y el río Santa Cruz. También recibe el aporte de aguas del Río Colorado y diversos arroyos.  
Desemboca en el río de los Patos, que junto al río de los Patos Sur, son sus principales afluentes
Tiene un ancho medio de unos 15 metros. Entre la fauna autóctona del río se destacan los bagres de torrente, también cuenta con salmónidos (introducidos), encontrándose la trucha marrón (salmo trutta) y la trucha arcoíris (oncorhynchus mykiss) en mayor cantidad. Con tamaños promedios de 300 g, habiéndose registrado récord  de 6 kg. Cuenta con un caudal de 20 m³/s.

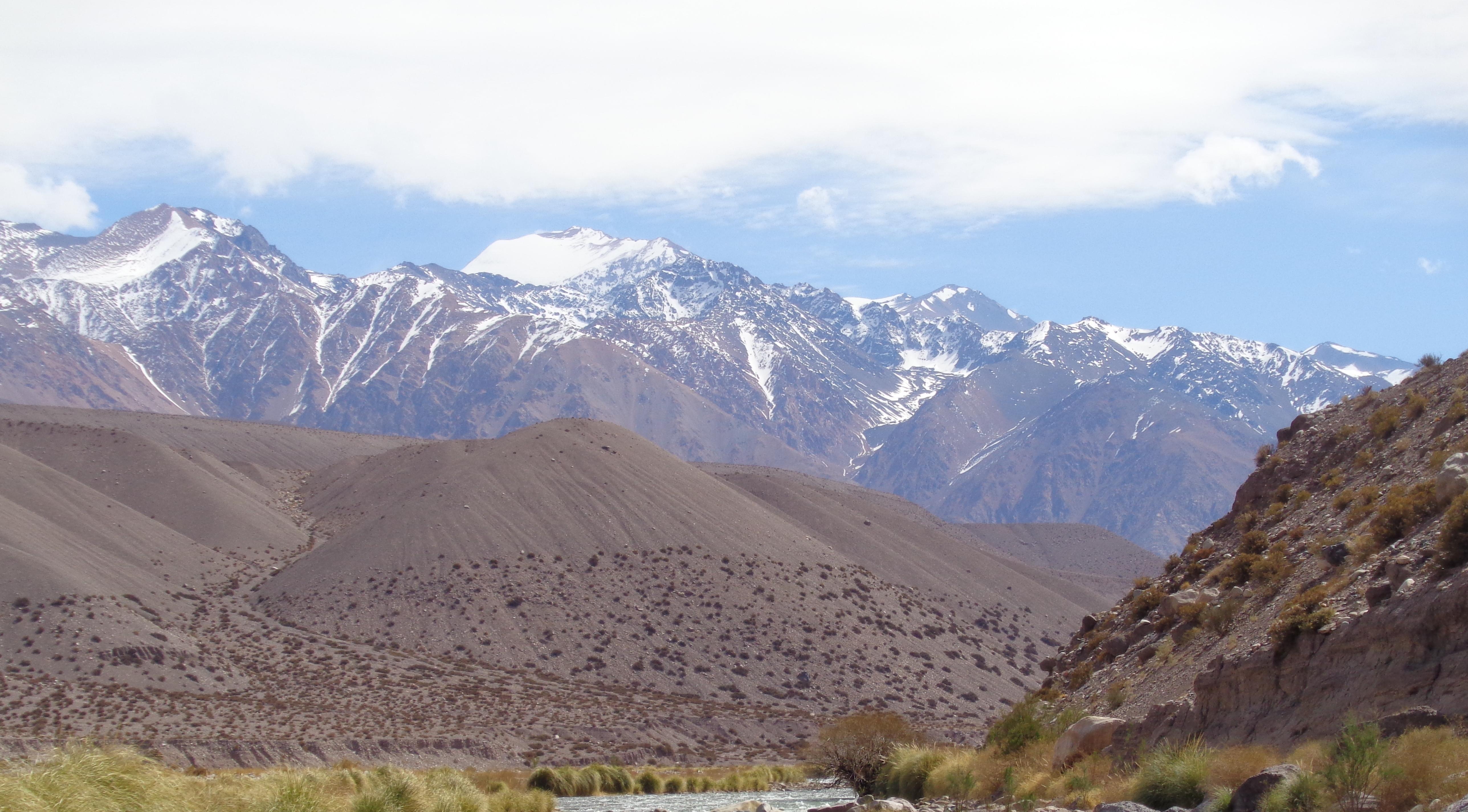

- Datos: Q6114870